# Hội đồng tư vấn kinh tế cho Tổng thống Hoa Kỳ
Hội đồng tư vấn kinh tế cho Tổng thống Hoa Kỳ là một nhóm các nhà kinh tế học làm nhiệm vụ tư vấn về các chính sách kinh tế cho Tổng thống Hoa Kỳ.

## Khái quát
Hội đồng tư vấn kinh tế cho tổng thống Hoa Kỳ là một bộ phận của Văn phòng Tổng thống. Hàng năm, hội đồng này chấp bút Báo cáo kinh tế của Tổng thống.
Hội đồng gồm ba thành viên do Tổng thống Hoa Kỳ lựa chọn; họ thường là những nhà kinh tế học xuất chúng. Có hai mươi trợ lý nghiên cứu, cũng đều là những nhà nghiên cứu kinh tế học. Ngoài ra còn có 4 trợ lý thống kê kinh tế thường trực. Đứng đầu Hội đồng là một chủ tịch.
Hội đồng tư vấn kinh tế cho tổng thống Hoa Kỳ được thành lập căn cứ vào Luật Lao động năm 1946 của Hoa Kỳ.

## Các chủ tịch của Hội đồng
Các nhà kinh tế từng hoặc đang giữ chức chủ tịch Hội đồng này gồm:
- Christina Romer, thời kỳ từ 2009 tới nay
- Edward Lazear, 2006-2009
- Ben S. Bernanke, 2005-2006
- Harvey S. Rosen 2005
- N. Gregory Mankiw 2003-2005
- R. Glenn Hubbard 2001-2003
- Martin Neil Baily 1999-2001
- Janet Yellen 1997-1999
- Joseph E. Stiglitz 1995-1997 (từ 1993 tới 1995 cũng đã là thành viên)
- Laura D'Andrea Tyson 1993-1995
- Michael J. Boskin 1989-1993
- Beryl W. Sprinkel 1985-1989
- Martin Feldstein 1982-1984
- Murray L. Weidenbaum 1981-1982
- Charles L. Schultze 1977-1981
- Alan Greenspan 1974-1977
- Herbert Stein 1972-1974
- Paul W. McCracken 1969-1971
- Arthur M. Okun 1968-1969
- Gardner Ackley 1964-1968
- Walter W. Heller 1961-1964
- Raymond J. Saulnier 1956-1961
- Arthur F. Burns 1953-1956
- Leon H. Keyserling 1949-1950 (quyền chủ tịch); 1950-1953 (chủ tịch)
- Edwin G. Nourse 1946-1949

## Các nhà kinh tế học lỗi lạc khác từng là thành viên của Hội đồng
- John D. Clark 1946-1953
- James Tobin 1961-1962
- Otto Eckstein 1964-1966
- Hendrik S. Houthakker 1969-1971
- William D. Nordhaus 1977-1979